# 1926 na literatura
1926 na literatura.

## Livros publicados

### Ficção

#### Prosa
- Louis Aragon - Le paysan de Paris
- Georges Bernanos - Sous le soleil de Satan
- Blaise Cendrars - Moravagine
- Agatha Christie - O assassinato de Roger Ackroyd
- William Faulkner - Soldiers pay
- F. Scott Fitzgerald - All the sad young men
- André Gide - Si le grain ne meurt e Le journal des faux-monnayeurs
- Ernest Hemingway- O sol também se levanta
- Aldous Huxley - Duas ou três graças (Two or three graces)
- Franz Kafka - O castelo
- D. H. Lawrence - A serpente emplumada
- Sinclair Lewis - Mantrap
- Thomas Mann - Disorder and early sorrow
- Pablo Neruda - El habitante y su esperanza
- Eugene O'Neill - The great god brown
- Luigi Pirandello - Um, nenhum e cem mil
- Cassiano Ricardo - Vamos caçar papagaios
- H.G. Wells - The world of William Clissold

#### Poesia
- Mário de Andrade - Losango cáqui
- Louis Aragon - Le mouvement perpétuel
- Jean Cocteau - L'ange heurtebise
- E. E. Cummings - is 5
- Paul Éluard - Le capital de la douleur e Les dessous d'une vie ou La pyramide humaine
- Pablo Neruda - Tentativa del hombre infinito
- William Butler Yeats - Estrangement

#### Teatro
- Jean Cocteau - Orpheé
- Marcel Pagnol - Jazz e Un direct au cœur

### Não-ficção
- Will Durant - A história da filosofia: as vidas e as opiniões dos grandes filósofos
- André Malraux - La tentation de l'Occident
- Bertrand Russell - On education, especially in early childhood
- Albino Forjaz de Sampaio - As cartas de amor de Soror Mariana, Dom João da Câmara – a sua vida e obra, Garcia de Resende – a sua vida e obra, Henrique Lopes de Mendonça: a sua vida e a sua obra, Júlio César Machado: a sua vida e a sua obra, Nicolau Tolentino: a sua vida e a sua obra e Sá de Miranda – a sua vida e obra
- R. H. Tawney - Religion and the rise of capitalism

## Nascimentos
| Data            | Nome                   | Profissão                                                | Nacionalidade  | Observações | Ref   |
| --------------- | ---------------------- | -------------------------------------------------------- | -------------- | ----------- | ----- |
| 3 de fevereiro  | Richard Yates          | escritor                                                 | Estados Unidos | m. 1992     |       |
| 20 de fevereiro | Richard Matheson       | escritor de fantasia, terror e ficção científica         | Estados Unidos |             |       |
| 14 de março     | Carlos Heitor Cony     | escritor e jornalista                                    | Brasil         |             |       |
| 18 de março     | Augusto Abelaira       | professor, romancista, dramaturgo, tradutor e jornalista | Portugal       | m. 2003     | [ 1 ] |
| 1 de abril      | Anne McCaffrey         | escritora de ficção científica                           | Estados Unidos |             |       |
| 3 de abril      | Luís de Sttau Monteiro | escritor                                                 | Portugal       |             |       |
| 20 de Junho     | Max Martins            | autor                                                    | Brasil         | m. 2009     |       |
| 4 de Agosto     | Abel Coelho Costa      | improvisador e poeta popular                             | Portugal       | m. 1986     |       |
| 25 de agosto    | Plínio Cabral          | jurista, escritor, jornalista, publicitário e político   | Brasil         | m. 2011     |       |
| 2 de Outubro    | Jan Morris             | historiadora e escritora                                 | Reino Unido    |             |       |
| 22 de novembro  | Poul Anderson          | escritor                                                 | Inglaterra     | m. 2001     |       |
| 8 de dezembro   | Joachim Fest           | escritor                                                 | Alemanha       | m. 2006     |       |

## Mortes
| Data          | Nome                | Profissão                               | Nacionalidade | Observações | Ref |
| ------------- | ------------------- | --------------------------------------- | ------------- | ----------- | --- |
| 1 de Março    | Camilo Pessanha     | poeta                                   | Portugal      | n. 1867     |     |
| 8 de agosto   | Múcio Teixeira      | escritor, jornalista, diplomata e poeta | Brasil        | n. 1857     |     |
| 12 de Outubro | Edwin Abbott Abbott | escritor                                | Inglaterra    | n. 1838     |     |
| ?             | Gabriel Delanne     | estudioso e escritor espírita           | França        | n. 1857     |     |

## Prémios literários
- Nobel de Literatura - Grazia Deledda.